# تاکاشی نیشیهارا
تاکاشی نیشیهارا (انگلیسی: Takashi Nishihara؛ زادهٔ ۲۴ اوت ۱۹۸۶) بازیکن فوتبال اهل ژاپن است.